# 愛德華茲鎮區 (明尼蘇達州坎迪約希縣)
愛德華茲鎮區（英語：Edwards Township）是位於美國明尼蘇達州坎迪約希縣的一個行政鎮區。

## 歷史
愛德華茲鎮區於1871年設立，得名自早期定居者S·S·愛德華茲（S. S. Edwards）。

## 地方資料
愛德華茲鎮區的面積為91.87平方千米，當中陸地面積為90.92平方千米，而水域面積為0.96平方千米。根據2020年美國人口普查的數據，當地共有人口245人，而人口密度為每平方千米2.67人。